# モンロー郡 (ミシガン州)

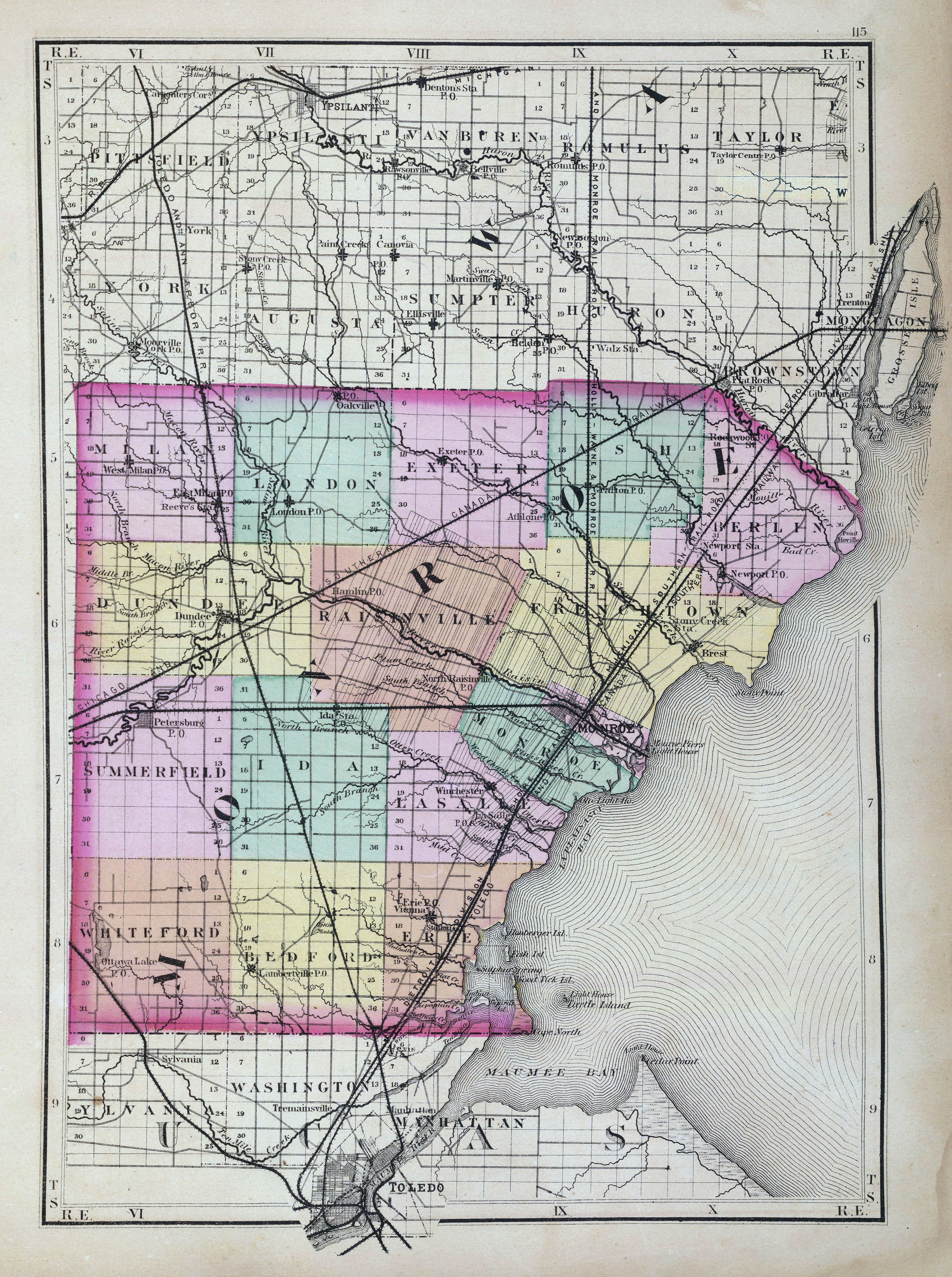
1873年の地図からモンロー郡

モンロー郡（英: Monroe County）は、アメリカ合衆国ミシガン州南東隅に位置する郡である。人口は15万4809人（2020年）。郡庁所在地はモンローであり、同郡で人口最大の都市である。
モンロー郡はその全体でモンロー都市圏を構成している。またデトロイト・アナーバー・フリント広域都市圏に属するとされている。非公式にはオハイオ州のトレド都市圏の延伸部ともされることがある。モンロー郡は1817年にミシガン準州で2つめの郡として設立された（1つめはウェイン郡）。郡名は当時のアメリカ合衆国大統領ジェームズ・モンローに因んで名付けられた。

## 歴史
モンロー郡が設立される以前の地域で主要な開拓地はフレンチタウンであり、レーズン川の岸に1784年には入植されていた。ポタワトミ族インディアンがフランス人開拓者に小さな土地を渡したものであり、当時その地域はヌーベルフランスの領土と主張されていた。フレンチタウンとそれよりやや北よりのサンディ・クリークの開拓地で住人は約100人を数えた。米英戦争のときはフレンチタウンの戦いの戦場となった。この戦いはアメリカにとっては最悪の結果となり、ミシガン州では最も犠牲の大きい戦闘となっている。戦場跡は現在レーズン川国定戦場公園の一部となっている。
モンロー郡は1817年にウェイン郡の南部が分かれて設立された。当時は州に昇格する前のミシガン準州時代であり、ウェイン郡が唯一の郡で、デトロイト地域でも1,000人の人口があるだけだった。人口が増えてくると、ウェイン郡の南部が分離してモンロー郡となり、フレンチタウンは「モンロー」という名前で町の区割りがなされた。この町も1817年に村として法人化され、郡庁所在地になった。郡名と市名は、当時の大統領ジェームズ・モンローが地域を訪れてくれることを期待して、モンローと名付けられた。郡設立の直後の1820年国勢調査による人口は僅か336人だった。設立された当時の領域は内陸に60マイル  (97 km) 伸びており現在の大きさの2倍だったが、1826年に西半分が分離され、レンアウェイ郡が設立された。
モンロー郡の住人で最も有名なのがジョージ・アームストロング・カスター（1839年-1876年）であり、子供の時にモンローに移転し、腹違いの姉や義兄弟と共に住んだ。モンローで生まれたわけではないが、モンローの学校で学び、後にアメリカ合衆国陸軍士官学校に入学するために移転した。南北戦争中の1864年にモンローに戻り、以前モンローに住んでいた時代に出会ったエリザベス・ベイコン（1842年-1933年）と結婚した。カスターの家族の大半はモンローに住んでいた。ヘンリー・アームストロング・リード（1858年-1876年）やボストン・カスター（1848年-1876年）などである。リトルビッグホーンの戦いで彼等が戦死した後、ヘンリーとボストンはモンロー市の歴史あるウッドランド墓地に埋葬されており、ベイコン家の者も同様である。同じ戦闘で戦死したもののジョージ・カスターはウェスト・ポイント墓地に埋葬され、それから60年近く後に無くなったエリザベスもジョージの側に埋葬された。1910年、当時の大統領ウィリアム・タフトとエリザベスが、カスターの騎馬像を除幕し、現在はモンロー市中心街のエルム通りとモンロー通りの角に立っている。

### 境界紛争

現在のオハイオ州トレド市が1833年に法人化されたとき、ミシガン準州のモンロー郡に属しており、これがトレド戦争とその後の州境界変更に繋がった

現在のオハイオ州トレド市が1833年に法人化されたとき、ミシガン準州のモンロー郡に属していた。1787年の北西部条例で当初の境界はミシガン湖の最南端を通る東西方向の線と規定されていたので、モーミー川河口周辺の小さな帯状地はミシガン準州の管轄圏内にあった。1803年、北西部領土の中でオハイオが最初に州に昇格し、その北側境界をこの地域が含まれる形で主張した。1805年にミシガン準州が正式に組織化されたとき、その領域にはやはりこの地域が含まれていた。1833年から1836年、トレドはモンロー郡に含まれており、トレド・ストリップと呼ばれた地域を巡ってミシガン準州とオハイオ州との間で、トレド戦争と呼ばれる境界紛争が起きた。1836年後半、ミシガン準州の「少年知事」スティーブンス・T・メイソンを嫌っていたアンドリュー・ジャクソン大統領が、オハイオ州に有利な裁定を下し、トレド・ストリップはオハイオ州のものとなった。ミシガンはその代償として当時は荒れ地と考えられていたアッパー半島を手に入れ、ミシガンは1837年1月26日に州に昇格した。トレド市がモンロー郡に入っていた当時、トレド市は面積でも人口でもモンロー市を越えていた。新しい州境線標識が建てられた1915年、ミシガン州知事のウッドブリッジ・ネイサン・フェリスとオハイオ州知事のフランク・B・ウィリスが境界紛争の休戦を祝った。
トレド戦争が終わった時の新しい州境はほぼ北緯41度44分とされ、モーミー川河口の直ぐ北に引かれた。これでモーミー川とトレド市はオハイオ州となったが、ミシガン州にとって思わぬ結果も生んだ。その州境はより小さなオタワ川を横切っており、「失われた半島」と呼ばれる小さな飛び地を作った（座標では北緯41度44分08.3秒 西経83度27分35.6秒 / 北緯41.735639度 西経83.459889度）。この小さな半島に住む数少ない住人は、ミシガン州本土に行くために一旦南にあるオハイオ州のワシントン郡区に入り、車で10分で北に戻ることが必要になった。「失われた半島」はエリー郡区が管理しており、半島の大半はマリーナになっている。
モンロー郡の領域は1837年から1973年まで固定されていたが、トレド戦争から136年経ったこの年に最後に残っていた論点が解決された。エリー湖遠くに浮かぶ小さな無人島のタートル島は、島の灯台が閉鎖された後に何十年も所有権を巡った論争が続いていた。この島は長くミシガン州が支配していたが、オハイオ州が論争を続けていた。1973年2月22日、合意が形成され、モンロー郡とオハイオ州ルーカス郡で島を分け合う形で州境が引き直され、これが最後の州境修正となった。エリー郡区がタートル島のミシガン川の管轄権を持ち、トレド市が残り半分を支配することとされた。この島に関することはどちらの側も合意しようとせず、論争の種であり続けている。今日の島には幾つか放棄された建造物があり、新しい建物の建設は裁判所命令で停止させられている。

### 経済史
モンロー郡は20世紀半ばまで、大半は農業地帯のままであり、また多くの製紙工場があることで知られていた。最初の製紙工場は1834年に建てられた。1916年、オーガスト・メイアーがブリスク・ブラストを設立した。この会社は自転車の空気入れのメーカーであり、1919年にはモンロー・オート・イクイップメント会社として自動車の衝撃緩衝器を生産するために拡張した。1977年、この会社は国際的な会社であるテネコと合併した。今日、その世界本社がモンロー・チャーター郡区内にあり、モンロー・ショックスとストラッツを生産し続けている。1927年、エドワード・クナブッシュとエドウィン・シューメーカーの従兄弟同士が家のガレージで小さな家具製造会社を立ち上げた。この会社が後に世界的な "La-Z-Boy" 社となり、その世界本社はモンロー市のノース・テレグラフ道路沿いにある。本社だけが市内にあり、製品は中華人民共和国で製造されている。
1957年、エリー湖に近いフレンチタウン・チャーター郡区内でエンリコ・フェルミ原子力発電所が初めて開設された。現在ではデトロイト・エジソンが運転しているが、親会社のDTEエナジーが所有している。1974年、北アメリカでも第4位の石炭焚き火力発電所であるモンロー発電所が開設された。高さ805フィート (245 m) の二本煙突は25マイル (40 km) 離れても見ることができ、州内でも背の高い構造物となっている。この発電所が能力を上げるときに、最初の2本よりも背が低く幅が広い3本目の煙突が建設された。1929年、モンロー市のエリー湖沿いにニュートン・スティールが製鋼所を開設し、1942年にはアルコア社に、1947年にはケルジー・ヘイズ社に、1949年にはフォード・モーター社に買収され、その後は2000年にビステオン事業部の下に入り、2005年にはオートモーティブ・コンポーネンツ・ホルディングスの傘下に入った。この工場は郡内でも著名なメーカーであり、フォード社の自動車部品を生産している。またエリー湖やレーズン川を汚染させた高濃度化学品でも知られている。閉鎖される可能性もあったが、現在でも1,200人の雇用を続けている。今日、モンロー港は著しく工業化されており、近年は多くの製造業がモンロー郡に移ってきた。2001年、カベラズがダンディーに店舗を建設した。この種の店舗としては最大規模であり、多くの観光客を呼び、ダンディーの経済を大きく改善している。2002年にはグローバル・エンジン・マニュファクチャリング・アライアンスもダンディに設立された。

## 地理
アメリカ合衆国国勢調査局に拠れば、郡域全面積は680.03平方マイル (1,761.3 km2)であり、このうち陸地551.10平方マイル (1,427.3 km2)、水域は128.93平方マイル (333.9 km2)で水域率は18.96%である。
モンロー郡はエリー湖に接することでは州内唯一の郡である。レーズン川とサンディ・クリークが郡内を流れている。スターリング州立公園が郡内唯一の州立公園であり、エリー湖にあることでも州内唯一である（ミシガン州には98の州立公園がある）。デトロイト川国際野生生物保護区が南に伸びて郡内に入っており、また北モーミー湾考古学地区の一部が入っている。ミシガン州内で最も標高が低いのがモンロー郡であり、エリー湖岸の標高は571フィート (174 m) である。

## 交通
モンロー郡の一部では、エリー湖交通の公共輸送バスが運行されている。この会社は1975年に設立され、バス31台を運行して、年間約40万人の乗客を運んでいる。2008年には764,000マイル (1,222,000 km) を走行した。モンロー市では8つの固定路線を運行している。通常ルート以外にも乗客が前もって予約すれば近くの郡区にも行くことができる。ベドフォード郡区からはオハイオ州トレド市の2つのショッピングセンターまで往復できる。

### 主要高規格道路
- 州間高速道路75号線は、郡東部を通り、南のトレド市と北のデトロイト市を繋いでいる。北はスーセントマリー国際橋に、南はフロリダ州まで通じている。
- 州間高速道路275号線は、郡の北東部、モンロー市の直ぐ北に南端がある。州間高速道路75号線から分かれてデトロイト市を西から回るバイパス路であり、75号線と再度合流はしない。デトロイト・メトロ空港に行く主要路となっている。
- アメリカ国道23号線は、郡西側を通り、ダンディー市を抜け、アナーバー市に通じている。インターチェンジのある自動車専用道路となっている。
- アメリカ国道24号線は、モンロー市を通り、トレド市とデトロイト市西部を繋いでいる。地元ではレーズン川を境にノース・テレグラフ道路とサウス・テレグラフ道路と呼ばれている。モンロー市の北では州間高速道路275号線にも接続している。
- アメリカ国道25号線（旧道）は、モンロー市を通る区間を含め、ディキシー・ハイウェイのシンシナティより北の区間だった。ディキシー・ハイウェイと同様に大半が無くなっており、25号線はシンシナティで止まっている。
- アメリカ国道223号線は、郡の南西隅を掠めているだけであり、トレド市から国道127号線と繋いでいる。セントアンソニー道路と呼ばれ、223号線という表示は国道23号線と交わる直角の曲がり角に続いている。
- ミシガン州道50号線は、モンロー市の国道24号線が東端であり、モンロー市からダンディ市を直結し、さらにその先に伸びている。モンロー市内ではサウス・カスター道路と呼ばれ、ダンディ市内ではイースト・モンロー通り、レーズン川を渡るとテクムセ道路と呼ばれている。
- ミシガン州道125号線は、直接モンロー市中心街に入った後に国道24号線に合流する。中心街の南でジョーンズ・アベニューを過ぎるとサウス・ディキシー・ハイウェイと呼ばれる。中心街ではサウス・モンロー通りである。レーズン川より北ではノース・モンロー通りとなる。
- ミシガン州道130号線（旧道）は、1930年から1955年に存在した州道であり、レーズン川の北岸を走っていた。東端が国道24号線であり、9マイル (14 km) 強の長さだった。1955年に管理が郡に移され、現在はノース・カスター道路と呼ばれている。
- ミシガン州道151号線（旧道）は、1935年から1977年に存在した州道であり、郡南部を通過し、国道23号線と同25号線を繋いでいた。現在ではサマリア道路と呼ばれ、東部はレイクサイド道路となっている。
- ディキシー・ハイウェイは、1915年に既に郡内を通っていた。当時はアメリカ合衆国南部とを繋ぐ唯一の道路だった。1960年代から州間高速道路75号線に置き換えられた。現在その名称は2区間（1つは州道125号線）で使われているが、当初のルートの形跡も残っていない。

#### 空港
- カスター空港は1946年に建設され、モンロー市中心街の直ぐ西にある。大変小さいのであまり使われていない。商業旅客便は発着していない。滑走路も舗装されておらず、小さな私有飛行機が使っている。小さな操縦学校もある[23]。
- トレド郊外空港は郡南西部ランバートビル近くにある。カスター空港と同様、商業旅客便は発着しておらず、あまり使われていない。舗装された滑走路が1本あり、その主機能は、燃料の給油、試験所、操縦訓練である[24]。

### 隣接する郡
- ウェイン郡 - 北東
- ウォッシュトノー郡 - 北西
- カナダ、オンタリオ州、エセックス郡 - 東
- レンアウェイ郡 - 西
- ルーカス郡 (オハイオ州) - 南

### 気候
モンロー郡は湿潤大陸性気候にある。モンロー市は年間降雪量が 28.5 インチ (72.4 cm) あり、州内の大都市の中では最少である。7月が最も暖かく、平均最高気温は 84 °F (29 °C)、1月が最も寒く、平均最低気温は 16 °F (-9 °C) である。通常は極端に暑くなったり寒くなったりすることはない。冬季に 0 °F (-18 °C) 以下になるのは平均して数時間であり、夏季に 100 °F (38 °C) を越えるのも希である。過去最低気温は1918年2月5日に記録された -21 °F (-29 °C) だった。過去最高気温は1934年7月24日に記録された 106 °F (41 °C) であり、それ以前にも同等な気温が観測されたことがあった。
悪天候は大変希である。1950年以降での竜巻発生数は約30個である。希にエリー湖で竜巻が発生することがある。多くの竜巻は大きな発生の中の一部であり、人口集中部に直接影響することはなかった。1965年4月に発生した藤田スケールF4の竜巻3個により13人が死亡した。1974年4月3日から4日の大発生では、F2とF3の2個で5人が死亡した。1つの嵐から発生した竜巻で最も多かったのは1979年8月29日にモンロー市周辺で発生した4個だった。しかし、その強度はF1とF0と弱く、死者は出なかった。最近では2010年6月6日朝にミシガン州南部で発生した数個の竜巻があり、ダンディ郡区を襲ってかなりの被害を与えた。
モンロー郡は北部にあり、内陸なので直接ハリケーンに襲われることはない。しかし、最強のハリケーンの幾らかは激しい雨を降らすこともある。ただし低気圧の場合と変わらない。1968年の熱帯低気圧「キャンディ」は、はるか内陸まで浸入し、2.5インチ (64 mm) の雨を降らせた。1989年のハリケーン・ヒューゴや2003年のハリケーン・イザベルもかなりの雨を降らし、風速は 30 mph (50 km/h) となったが、ハリケーンの定義からは弱くなった後のことだった。

## 人口動態
以下は2000年の国勢調査による人口統計データである。
| 基礎データ - 人口: 145,945人 - 世帯数: 53,772 世帯 - 家族数: 39,952 家族 - 人口密度: 102人/km2（265人/mi2） - 住居数: 56,471軒 - 住居密度: 40軒/km2（102軒/mi2） 人種別人口構成 - 白人: 95.42% - アフリカン・アメリカン: 1.90% - ネイティブ・アメリカン: 0.28% - アジア人: 0.47% - 太平洋諸島系: 0.01% - その他の人種: 0.62% - 混血: 1.31% - ヒスパニック・ラテン系: 2.13% 先祖による構成 - ドイツ系：28.5% - アメリカ人：8.9% - ポーランド系：8.3% - フランス系：8.2% - アイルランド系：8.0% - イギリス系：7.5% - イタリア系：5.7% 言語による構成 - 英語：96.4% - スペイン語：1.5% | 年齢別人口構成 - 18歳未満: 27.4% - 18-24歳: 8.1% - 25-44歳: 29.8% - 45-64歳: 23.5% - 65歳以上: 11.1% - 年齢の中央値: 36歳 - 性比（女性100人あたり男性の人口） - 総人口: 98.4 - 18歳以上: 95.2 世帯と家族（対世帯数） - 18歳未満の子供がいる: 36.0% - 結婚・同居している夫婦: 60.0% - 未婚・離婚・死別女性が世帯主: 10.1% - 非家族世帯: 25.7% - 単身世帯: 21.7% - 65歳以上の老人1人暮らし: 8.5% - 平均構成人数 - 世帯: 2.69人 - 家族: 3.14人 収入と家計 - 収入の中央値 - 世帯: 51,743米ドル - 家族: 59,659米ドル - 性別 - 男性: 46,715米ドル - 女性: 27,421米ドル - 人口1人あたり収入: 22,458米ドル - 貧困線以下 - 対人口: 7.0% - 対家族数: 4.8% - 18歳未満: 8.1% - 65歳以上: 8.3% |

2008年の統計データでは以下のようになっていた。
| 基礎データ - 人口: 152,949人 | 人種別人口構成 - 白人: 95.3% - アフリカン・アメリカン: 2.4% - ネイティブ・アメリカン: 0.3% - アジア人: 0.7% - ヒスパニック・ラテン系: 2.7% | 先祖による構成 - ドイツ系：34.9％ - アイルランド系：15.2％ - ポーランド系：10.5％ - フランス系：11.1％ - イギリス系：8.9％ |

## 郡区
モンロー郡は下記15の郡区に分割されている。

| 一般郡区 - アッシュ - ベドフォード - ダンディ - エリー | - エグゼター - アイダ - ラサール - ロンドン | - ミラン - レーズンビル - サマーフィールド - ホワイトフォード | チャーター郡区 - バーリン - フレンチタウン - モンロー |

## 都市と町
| 都市 - フラットロック - ルナピア - ミラン - モンロー - 郡庁所在地 - ピーターズバーグ | 村 - カールトン - ダンディ - エストラルビーチ - メイビー - サウスロックウッド | 未編入の町 - アザリア、 - デトロイトビーチ - ディアン - アイダ - ランバートビル - ニューポート - オタワレイク - セントアンソニー | - サマリア - スコフィールド - サウスモンロー - ストーニーポイント - テンペランス - ウェストモンロー - ホワイトフォードセンター - ウッドランドビーチ |

## 教育
モンロー郡には9つの公共教育学区がある。公立学校には約23,000人の児童・生徒が通っている。公共教育学区の境界は郡や自治体の境界とは一致していない。モンロー郡は「地区選択」をできる郡であり、生徒は自分が住んでいない学区でも選択できる。郡境、特にミラン、フラットロック、ロンドン各郡区のように北部では、隣接するウェイン郡やウォッシュトノー郡の学区に割り当てられている。主にモンロー郡内にあるエアポート・コミュニティ学区やホワイトフォード農業学区は隣接郡まで広がっており、少数の生徒はモンロー郡内の学校に通っている。
郡内には2つのチャーター・スクールがあり、750人生徒が入学している。私立学校では15の教区学校があり、2,200人の生徒が入学している。独立教育学区であるモンロー郡中間教育学区は全郡の学校で教育とスタッフのサポートを行っている。モンロー郡コミュニティ・カレッジは1964年の設立で、1967年に最初の学生を受け入れた郡内唯一の高等教育機関である。地元のシスターズ・サーバンツ・オブ・ザ・イマキュレイト・ハート・オブ・メアリーが後援するメアリーグローブ・カレッジは、1905年にモンロー市でカトリック系教養カレッジとして設立された。このカレッジは1927年にデトロイト市の現在地に移転した。1918年から1980年まではモンロー市でホール・オブ・ディバイン・チャイルドという寄宿学校も運営していた。郡内の生徒は家庭内教育も認められている。

### 学校
郡内9教育学区のうち、最大のものはモンロー公立教育学区であり、児童・生徒数はモンロー市と周辺地域から6,450人を集めている。その中のモンロー高校は姓とす2,100人であり、州内最大級の高校である。少数の学校は閉鎖されたり、他の目的に再利用されたりしている。小さな教育学区には小学校が1つ、中学校と高校が統合されたものもある。

## 見どころ
| - デトロイト川国際野生生物保護区 - デトロイト川灯台 - ダンディ歴史地区 - エビーの丸太小屋 - イーストエルム・ノースマコーム通り歴史地区 - エドワード・ロランジャー邸 - ジョージ・アームストロング・カスター騎馬像 - ロバート・マクレランド知事邸 - ホール・オブ・ディバイン・チャイルド、現在はノーマン・タワーズ・レジデンスホール - ジェファーソン・アベニュー・ヒューロン川橋 - マーサ・バーカー・カントリー店舗博物館 - モンロー郡祭 - モンロー郡歴史博物館 - モンロー郡労働史博物館 - モンロー郡ベトナム戦争退役兵歴史博物館 | - ナバレ・アンダーソン交易基地 - 北モーミー湾考古学地区 - オールドミル博物館 - オールドビレッジ歴史地区 - ポイントムイリー州立野生動物地域 - レーズン川戦場跡観光案内所 - レーズン川国定戦場跡公園 - レーズン川芸術センター - ルドルフ・ニムズ邸 - セントメアリーズ教会複合建築物歴史地区 - ソーヤー・ハウス - シスターズ・サーバンツ・オブ・ザ・イマキュレイト・ハート・オブ・メアリー - スターリング州立公園 - ウッドランド墓地 |

## 著名な出身者
- ジョージ・アームストロング・カスター（1839年-1876年）、アメリカ陸軍の少将、少年時代をモンロー市で過ごした
- ジュリアス・スターリング・モートン（1832年-1902年）、環境保護運動家、1834年から1854年までモンロー市に住んだ[41]
- メアリー・ハリス・ジョーンズ（1837年-1930年）、労働運動のオーガナイザー、アイルランドからモンローに移住した
- ロバート・マクレランド（1807年-1880年）、ミシガン州知事、モンロー市で弁護士